# Miklós Rózsa
Miklós Rózsa (hongarès: Rózsa Miklós)  (Budapest, 18 d'abril de 1907 - Los Angeles, 27 de juliol de 1995) fou un compositor de música de cinema hongarès-americà, format a Alemanya (1925–1931), però que va viure a França (1931–1935), al Regne Unit (1935–1940) i als Estats Units (1940–1995), amb viatges a Itàlia des de 1953.

## Biografia
Membre d'una família benestant de Budapest, als cinc anys aprengué a tocar el violí i s'inicià en l'educació musical; la seva mare fou Regina Rózsa, de nom de soltera Regina Berkovits (Kisvárda, 1887), pianista i compositora hongaresa, que va ser companya de classe de Béla Bartók a l'Acadèmia de Budapest. Miklós, als vuit anys ja tocava en públic i feia composicions. Continuaria la seva formació a Leipzig –estudià a la universitat el 1925– i a París; per suggeriment de l'organista i compositor francès Marcel Dupré, es va traslladar a París el 1932.
El 1937 formà una companyia de dansa, el Ballet Hungaria, que es presentà amb èxit a Londres. Fou en la capital britànica on conegué al director cinematogràfic Alexander Korda, també hongarès i exiliat allí, que li demanà que compongués la música pels seus films La comtessa Alexandra. Aquest episodi modificà substancialment la carrera de Rózsa, perquè seria ja definitivament conegut en el futur com a compositor musical de films, malgrat que en privat va mantenir la seva preferència pel classicisme i la renovació musical: en aquest sentit fou un gran admirador de Béla Bartók, Erik Satie i altres autors d'aquesta generació, i ell mateix arribà a compondre peces simfòniques i música de cambra.
Després d'esclatar la Segona Guerra Mundial, el 1940 decidí emigrar als Estats Units i en els estudis de Hollywood li fou encarregada la música pel film d'aventures, amb un gran pressupost, El Lladre de Bagdad, que assolí un gran èxit artístic i comercial. Autor també de la banda musical de films menors, entre ells El llibre de la selva (1942), el seu salt definitiu a la consagració es produí en el film Spellbound, dirigida el 1945 per Alfred Hitchcock, feina que li reportà un Oscar de l'Acadèmia.
De nou assoliria aquest guardó el 1947 per la música per a A Double Life, de George Cukor. Rózsa posà música a uns 100 films al llarg de quasi 40 anys: entre els seus posteriors èxits, cal destacar Sang a les mans (1948), Ivanhoe (1952), de Richard Thorpe; Julius Caesar (1953), de Joseph L. Mankiewicz; Ben Hur (1959), de William Wyler, amb la qual assolí el tercer Oscar, l'últim. Llur composició pòstuma fou per Dead Men Don't Wear Plaid, una comèdia de Steve Martin.
Rózsa va contraure matrimoni amb Margaret Finlason el 1943 amb la qual va tenir dos fills. Va morir el 27 de juliol de 1995 i està enterrat a Forest Lawn, a Hollywood Hills.

## Carrera musical de cinema
Rózsa va ser introduït a la música de cinema l'any 1934 pel seu amic, el compositor suís Arthur Honegger. Després d'un concert que va incloure les seves respectives composicions, Honegger va esmentar que va complementar els seus ingressos com a compositor de partitures de pel·lícules, inclosa la pel·lícula Les Misérables (1934). Rózsa va anar a veure'l i va quedar molt impressionat per les oportunitats que oferia el mitjà cinematogràfic. No obstant això, a París no es va presentar cap oportunitat d'apuntar pel·lícules, i Rózsa va haver de mantenir-se confiant en un mecenes ric i component música lleugera sota el pseudònim de Nic Tomay. No va ser fins que Rózsa es va traslladar a Londres que va ser contractat per compondre la seva primera banda sonora per A Knight Without Armor (1937), produïda pel seu compatriota hongarès Alexander Korda. Al voltant de la mateixa època també va escriure Thunder in the City (1937) per a un altre cineasta hongarès, Ákos Tolnay, que abans havia instat Rózsa a venir a Anglaterra. Si bé aquesta darrera pel·lícula va ser la primera a estrenar-se, Rózsa sempre va citar el projecte més prestigiós de Korda com el seu debut cinematogràfic. Es va unir a l'equip de Korda's London Films i va escriure l'èpica de l'estudi Les quatre plomes (1939). Korda i el director musical de l'estudi, Muir Mathieson, van portar Rózsa a la seva fantasia de Nits d'Àrabs El lladre de Bagdad (1940) quan l'enfocament d'estil opereta del compositor original, Oscar Straus, es va considerar inadequat. La producció es va traslladar a Hollywood quan va esclatar la guerra, i Rozsa va completar la seva partitura allà el 1940.
La música li va valer la seva primera nominació a l'Acadèmia. Mentre Korda va romandre a Hollywood, Rózsa va ser efectivament el director musical de la seva organització. En la seva qualitat, va supervisar la partitura de Ser o no ser (1942) i va contribuir com a mínim amb una seqüència de la seva pròpia música. Les seves pròpies partitures nord-americanes per a Korda són Lydia (1940), Lady Hamilton (1941) i El llibre de la selva (1942). De l'últim d'ells va sorgir The Jungle Book Suite per a narrador i orquestra, que es va popularitzar segons la narrada per l'estrella de la pel·lícula, Sabu, i aviat va ser gravat a Nova York per RCA. L'àlbum de 78 rpm es va convertir en el primer enregistrament substancial de música de pel·lícula de Hollywood. Més tard es va gravar amb Rózsa dirigint la Frankenland State Orchestra de Nuremberg i Leo Genn com a narrador.
El 1943, associat a Paramount, va fer la primera de diverses col·laboracions amb el director Billy Wilder, Five Graves to Cairo. Aquell mateix any també va gravar la pel·lícula Sahara de Humphrey Bogart de temàtica similar. El 1944, les seves partitures per a una segona col·laboració de Wilder, Double Indemnity, i per The Woman of the Town, ambdues van rebre nominacions a l'Acadèmia.
El 1944, Rózsa va ser contractat pel productor David O. Selznick per compondre la partitura de la pel·lícula Spellbound d'Alfred Hitchcock. El procés de la partitura va ser polèmic, amb productor, director i compositor tots expressant una considerable insatisfacció entre ells. Es van fer nombrosos canvis en el muntatge per Audray Granville, assistent de Selznick i director musical de facto. Jack Sullivan (Hitchcock's Music, 2006) i especialment Nathan Platte (Making Music in Selznick's Hollywood, 2018) ha documentat la història gairebé farsa dels artistes amb finalitats transversals. No obstant això, la pel·lícula va ser un èxit després de la seva estrena a finals de 1945. La combinació de la melodia exuberant per al romanç i l'expressionisme frenètic per a les escenes de suspens va resultar irresistible. L'ús pioner de Rózsa (per a Hollywood) del theremin va contribuir a l'efecte, i l'atenció que va generar probablement va influir en la seva nominació a l'Oscar. També van ser nominades dues de les seves altres partitures de 1945, Dies perduts i A Song to Remember, però l'Oscar va ser atorgat a Spellbound. Encara que Selznick no estava satisfet amb la partitura, la seva innovadora promoció radiofònica de la música va contribuir tant a l'èxit de la pel·lícula com del compositor. Finalment, Rózsa va arranjar els seus temes com el Concerto Spellbound, que (en múltiples versions) ha tingut un èxit durador en concerts i enregistraments. El compositor Jerry Goldsmith va citar Spellbound com una influència clau en la seva decisió de buscar una carrera en la música de cinema.
Rózsa va gaudir d'una fructífera col·laboració de tres pel·lícules amb el productor independent Mark Hellinger. Per a The Killers (1946) va escriure una figura rítmica nefasta que més tard es va fer famosa com el tema signat "dum-da-dum-dum" del programa de ràdio i televisió Dragnet. Una demanda finalment va donar lloc a un crèdit compartit per a Rózsa i el compositor de Dragnet, Walter Schumann. L'afer està documentat a Biggest Hits de TV (1996) de Jon Burlingame. El drama de la presó Brute Force va seguir el 1947. A The Naked City (1948), Hellinger, el dia abans de morir, va demanar a Rózsa que substituís la música d'un altre compositor. Rózsa va compilar posteriorment una suite musical de sis moviments d'aquestes tres pel·lícules en homenatge al productor. La Suite Mark Hellinger es va gravar més tard com a Background to Violence.
Rózsa va rebre el seu segon Oscar per A Double Life (1947), en què Ronald Colman, com a actor shakespeariano que interpreta a Othello, es veu pertorbat mortalment en la seva vida fora de l'escenari. Més tard, Rózsa va adoptar el títol per a les seves pròpies memòries, cosa que significava el seu desig de mantenir la seva música personal diferent de la seva carrera cinematogràfica. Aquell mateix any Rózsa i Jenő Zádor van arranjar música de Nikolai Rimski-Kórsakov per a la pel·lícula Cançó de Scheherazade, sobre un episodi de ficció dels primers anys del compositor. Zador, un compatriota immigrant hongarès i un destacat compositor per dret propi, va col·laborar amb l'orquestració de la major part de la música cinematogràfica de Hollywood de Rózsa. També l'any 1947, Rózsa va escriure la música del thriller psicològic The Red House.
El 1948 Rózsa va signar el seu únic contracte d'estudi a llarg termini amb Metro-Goldwyn-Mayer (Double Life, p. 159). Les associacions anteriors amb Paramount i Universal havien estat en una base d'imatge a imatge. Va poder estipular temps lliure per a la seva composició "seriosa" o personal, el dret a rebutjar tasques i el dret a impartir un curs de música de cinema a la Universitat del Sud de Califòrnia. L'afiliació a MGM, que va durar fins al 1962, va donar lloc a nous enfocaments musicals per a la producció de novel·les històriques i "èpiques" bíbliques de l'estudi. Quo Vadis (1951) va iniciar el període històric del compositor. Per a aquesta producció massiva, la pel·lícula més cara de Hollywood fins a aquella data, Rózsa va tornar a les fonts gregues antigues en un esforç per simular la música de l'antiguitat. El seu relat d'aquesta investigació es va publicar a Film Music Notes 11:2 (1951) i des de llavors s'ha reimprès amb freqüència. Altres quadres històrics d'aquesta època estaven ambientats a l'Antiguitat: Julius Caesar (1953), Ben-Hur (1959) i King of Kings (1961); a l'Edat Mitjana: Ivanhoe (1952) i Cavallers de la Taula Rodona (1953); al Renaixement: La reina verge (1953) i Diane (1956); i al segle xix: Madame Bovary (1949) i Van Gogh, la passió de viure (1956).
Ben-Hur, considerada àmpliament l'obra mestra del cinemusical de Rózsa, és una de les partitures musicals més llargues que s'han compost mai. La seva complexa xarxa wagneriana de leitmotivs ha rebut un ampli estudi. Roger Hickman la descriu com "l'última partitura reconeguda universalment creada en la tradició clàssica de Hollywood abans de La guerra de les galàxies (1977)... i una de les partitures més influents de la generació de Star Wars ". La pel·lícula va ser l'èxit més gran de Hollywywood. La Desfilada de les aurigues es va fer popular entre les bandes de tot el paíso des d'Allò que el vent s'endugué, i el premi de l'Acadèmia de Rózsa va ser un dels seus rècords totals d'onze.
El 1968, se li va demanar que puntués The Green Berets, després que Elmer Bernstein ho rebutgés a causa de les seves creences polítiques. Rózsa va declinar inicialment l'oferta dient: "Jo no faig westerns". No obstant això, va acceptar compondre la partitura després de ser informat: "No és un occidental, és un 'oriental'". Va produir una partitura sòlida i variada, que incloïa una veu de discoteca d'un cantant vietnamita, Bạch Yến. No obstant això, un senyal que incorporava estrofes d'Onward, Christian Soldiers, es va eliminar de l'edició final de la pel·lícula.
Les seves partitures musicals populars durant la dècada del 1970 van incloure les seves dues últimes col·laboracions de Billy Wilder La vida privada de Sherlock Holmes (1970) i Fedora (1978), la seqüela fantàstica de Ray Harryhausen El viatge d'or de Sinbad (1973), la pel·lícula negra d'última hora L'enigma del Niagara protagonitzada per Roy Scheider i la pel·lícula fantàstica de viatges en el temps Time After Time (1979), per la qual Rózsa va guanyar un premi de cinema de ciència-ficció. En el seu discurs d'acceptació televisat, Rózsa va dir que, de totes les partitures cinematogràfiques que havia compost mai, era la que havia treballat més.
Per a la seva primera pel·lícula en anglès, Providence (1977), Alain Resnais va recórrer a Rózsa, a qui havia admirat especialment pel seu treball a la versió de 1949 de Madame Bovary. Rózsa va citar més tard Resnais com un dels pocs directors de la seva experiència que va entendre realment la funció de la música al cinema.
Després de completar el treball en la música del thriller d'espies Eye of the Needle (1981), la darrera banda sonora de Rózsa va ser per a la pel·lícula en blanc i negre de Steve Martin Dead Men Don't Wear Plaid (1982), un homenatge còmic a la pel·lícula. pel·lícules negres dels anys quaranta, gènere al qual el mateix Rozsa havia contribuït amb partitures. Tot i que la carrera de Rózsa com a compositor de pel·lícules va acabar després d'un ictus que va patir mentre estava de vacances a Itàlia més tard aquell any, va continuar component diverses peces per a concerts; una de les seves últimes obres és Sonata per a Ondes Martenot, op. 45 (1989).

## Obres
El primer gran èxit de Rózsa va ser el Tema orquestral, variacions i final, op. 13, introduït a Duisburg, Alemanya, l'any 1934 i reprès aviat per Charles Münch, Karl Böhm, Bruno Walter, Hans Swarowsky i altres directors destacats. Va ser tocat per primera vegada als Estats Units per l'Orquestra Simfònica de Chicago sota la direcció de Hans Lange del 28 al 29 d'octubre de 1937, i va aconseguir una àmplia exposició a través d'un concert de la Filharmònica de Nova York el 1943, quan Leonard Bernstein va fer el seu famós debut com a director.
L'any 1952, el seu treball al cinemat va tenir tant èxit que va poder negociar una clàusula en el seu contracte amb MGM que li donava tres mesos cada any fora de l'estudi de cinema perquè es pogués centrar en la música de concert.
Concert per a violí de Rózsa, op. 24, va ser composta el 1953–54 per al violinista Jascha Heifetz, que va col·laborar amb el compositor per afinar-lo. Més tard, Rózsa va adaptar parts d'aquesta obra per a la partitura de The Private Life of Sherlock Holmes (1970) de Billy Wilder. Concert per a violoncel de Rózsa, op. 32 va ser escrit molt més tard (1967–68) a petició del violoncel·lista János Starker, que va estrenar l'obra a Berlín el 1969.
Entre els seus concerts per a violí i violoncel, Rózsa va compondre la seva Sinfonia Concertante, op. 29, per a violí, violoncel i orquestra. Els artistes encarregats, Heifetz i el seu col·laborador freqüent Gregor Piatigorsky, maig van interpretar l'obra acabada, tot i que sí que van gravar una versió reduïda del moviment lent, anomenada Tema con Variazoni, op. 29a.
Rózsa també va rebre un reconeixement per les seves obres corals. La seva col·laboració amb el director Maurice Skones i The Choir of the West de la Pacific Lutheran University a Tacoma, Washington, va donar lloc a un enregistrament comercial de les seves obres corals sagrades: To Everything There is a Season, op. 20; Les vanitats de la vida, op. 30; i El salm vint-i-tercer, op. 34: produït per John Steven Lasher i gravat per Allen Giles per a la Entr'acte Recording Society el 1978.

## Filmografia
Com a compositor
- 1918: ...um eine Stunde Glück
- 1937: La comtessa Alexandra (Knight without armour) de Jacques Feyder
- 1937: The Green Cockatoo
- 1937: Thunder in the City
- 1937: The Squeaker
- 1938: The Divorce of Lady X de Tim Whelan
- 1938: The Drum (música addicional) de Zoltan Korda
- 1939: Les quatre plomes (The Four Feathers) de Zoltan Korda
- 1939: The Spy in Black
- 1940: On the Night of the Fire
- 1940: Ten Days in Paris
- 1940: El lladre de Bagdad (The Thief of Bagdad) de Ludwig Berger, Michael Powell i Tim Whelan
- 1941: Lady Hamilton (That Hamilton Woman) d'Alexander Korda
- 1941: New Wine
- 1941: Lydia de Julien Duvivier
- 1941: Sundown de Henry Hathaway
- 1942: Ser o no ser (To Be or Not to Be) d'Ernst Lubitsh - (No surt als crèdits)
- 1942: El llibre de la selva (Jungle Book) de Zoltan Korda
- 1942: Jacaré de Charles E. Ford
- 1943: Five Graves to Cairo de Billy Wilder
- 1943: So Proudly We Hail! de Mark Sandrich
- 1943: Sahara de Zoltan Korda
- 1943: The Woman of the Town
- 1944: The Hour Before the Dawn
- 1944: Double Indemnity de Billy Wilder
- 1944: Ministry of Fear de Fritz Lang
- 1944: Dark Waters d'André de Toth
- 1945: A Song to Remember de Charles Vidor
- 1945: The Man in Half Moon Street
- 1945: Sang sobre el sol (Blood on the Sun) de Frank Lloyd
- 1945: Lady on a Train
- 1945: Spellbound d'Alfred Hitchcock
- 1945: Dies perduts (The Lost Weekend) de Billy Wilder
- 1946: L'estrany amor de Marta Ivers (The Strange Love of Martha Ivers) de Lewis Milestone
- 1946: The Killers de Robert Siodmak
- 1947: Song of Scheherazade de Walter Reisch
- 1947: The Red House
- 1947: Time Out of Mind
- 1947: The Macomber Affair de Zoltan Korda
- 1947: L'altre amor (The Other Love) d'André de Toth
- 1947: Brute Force de Jules Dassin
- 1947: Desert Fury
- 1947: A Double Life de George Cukor
- 1948: Secret Beyond the Door… de Fritz Lang
- 1948: A Woman's Vengeance
- 1948: The Naked City de Jules Dassin
- 1948: Sang a les mans (Kiss the Blood Off My Hands) de Norman Foster
- 1948: Command Decision de Sam Wood
- 1949: Criss Cross de Robert Siodmak
- 1949: The Bribe de Robert Z. Leonard
- 1949: Madame Bovary de Vincente Minnelli
- 1949: The Red Danube de George Sidney
- 1949: Adam's Rib de George Cukor
- 1949: East Side, West Side de Mervyn LeRoy
- 1950: La jungla d'asfalt (The Asphalt Jungle) de John Huston
- 1950: Crisis de Richard Brooks
- 1950: The Miniver Story de H. C. Potter
- 1951: Quo Vadis de Mervyn LeRoy
- 1952: Desperate Search
- 1952: Ivanhoe de Richard Thorpe
- 1952: Plymouth Adventure de Clarence Brown
- 1953: Els cavallers de la taula rodona (Knights of the Round Table) de Richard Thorpe
- 1953: The Story of Three Loves de Gottfried Reinhardt i Vincente Minnelli
- 1953: La reina verge (Young Bess) de George Sidney
- 1953: Julius Caesar de Joseph L. Mankiewicz
- 1953: Tots els germans eren valents (All the Brothers Were Valiant) de Richard Thorpe
- 1954: Men of the Fighting Lady
- 1954: Seagulls Over Sorrento
- 1954: Valley of the Kings de Robert Pirosh
- 1954: Green Fire d'Andrew Marton
- 1955: Els contrabandistes de Moonfleet (Moonfleet) de Fritz Lang
- 1955: The King's Thief de Robert Z. Leonard
- 1956: Diane de David Miller
- 1956: Tribute to a Bad Man de Robert Wise
- 1956: Destins encreuats (Bhowani Junction) de George Cukor
- 1956: Van Gogh, la passió de viure (Lust for Life) de Vincente Minnelli
- 1956: Miami Expose
- 1957: Something of Value de Richard Brooks
- 1957: The Seventh Sin de Ronald Neame
- 1957: Tip on a Dead Jockey, de Richard Thorpe
- 1958: A Time to Love and a Time to Die de Douglas Sirk
- 1959: The World, the Flesh and the Devil de Ranald MacDougall
- 1959: Ben Hur (Ben-Hur) de William Wyler
- 1961: Rei de reis (King of Kings) de Nicholas Ray
- 1961: El Cid d'Anthony Mann
- 1962: Sodoma i Gomorra (Sodoma e Gomorra) de Robert Aldrich i Sergio Leone
- 1963: Hotel International (The V.I.P.s) d'Anthony Asquith
- 1968: The Power de Byron Haskin
- 1968: The Green Berets de John Wayne
- 1970: La vida privada de Sherlock Holmes (The Private Life of Sherlock Holmes) de Billy Wilder
- 1974: El viatge fantàstic de Simbad (The Golden Voyage of Sinbad) de Gordon Hessler
- 1977: Providence d'Alain Resnais
- 1977: The Private Files of J. Edgar Hoover de Larry Cohen
- 1978: Fedora de Billy Wilder
- 1979: L'enigma del Niagara (Last Embrace) de Jonathan Demme
- 1979: Time After Time de Nicholas Meyer
- 1981: L'ull de l'agulla (Eye of the Needle) de Richard Marquand
- 1982: Dead Men Don't Wear Plaid de Carl Reiner

Com figurant
- 1937: La comtessa Alexandra (Knight Without Armour): Pianist
- 1952: The Light Touch: Convidat a la festa
- 1953: The Story of Three Loves: Conductor (segment "The Jealous Lover")
- 1970: La vida privada de Sherlock Holmes (The Private Life of Sherlock Holmes): director d'orquestra

## En la cultura popular
La setena variació (després del tema) del seu tema, variacions i final, op. 13, es va utilitzar com a part de la banda sonora en quatre episodis, sobretot "The Clown Who Cried", de la sèrie de televisió de la dècada del 1950 Adventures of Superman.
A la novel·la de Tom Clancy Red Rabbit, un cosí fictici de Rózsa, "Jozsef Rozsa", apareix com un personatge secundari famós a l'univers com a director de música clàssica.